# Socha svatého Jana Nepomuckého (Ostřetín)
Barokní pískovcová socha svatého Jana Nepomuckého z roku 1740 v ikonograficky méně obvyklém provedení se nalézá u kostela Zvěstování Panny Marie v obci Ostřetín v okrese Pardubice. Socha je od roku 1958 chráněna jako nemovitá kulturní památka ČR.

## Popis
Barokní pískovcová socha svatého Jana Nepomuckého stávala původně ve dvoře domu čp. 2, odkud byla přenesena na nynější stanoviště u zdi kostela Zvěstování Panny Marie.
Na pískovcovém stupni umístěném na betonové podezdívce stojí hranolový sokl nahoře ozdobený profilováním. Na soklu je umístěn užší pilíř s boky ozdobenými volutami a zakončený profilovanou římsou. Na čelní straně pilíře je vyhlouben ozdobný rámec s vykrojenými rohy, ve kterém se nalézá latinský nápis s chronogramem 1740.
Na římse je umístěna na menším profilovaném podstavci samotná socha světce stojícího na oblacích. Světec oděný do třívrstvého oděvu s bohatě nařaseným pláštěm a držící v pravé ruce hůl, mírně nasedá na podstament, který má na vrcholu sošku andílka. Hlava světce s plnovousem a vlnitými, na záda padajícími vlasy hledí k palladiu s reliéfní pietou, které andílek drží v rukou. 
Socha sv. Jana Nepomuckého s palladiem prošla restaurováním v letech 2012 - 2013, kdy byla doplněna okolo hlavy světce svatozář s pěti hvězdami.